# Ostracism
Ostracismul în democrația ateniană a fost sancțiunea îndreptată împotriva acelori lideri despre care se credea că ar putea deveni tirani. 
Introdus de Clistene după tirania lui Pisistrate, ostracismul nu ducea la ridicarea cetățeniei sau la confiscarea averii. În cei aproape 100 de ani cât s-a practicat, această pedeapsă a fost aplicată de aproximativ zece ori.

## Procedură

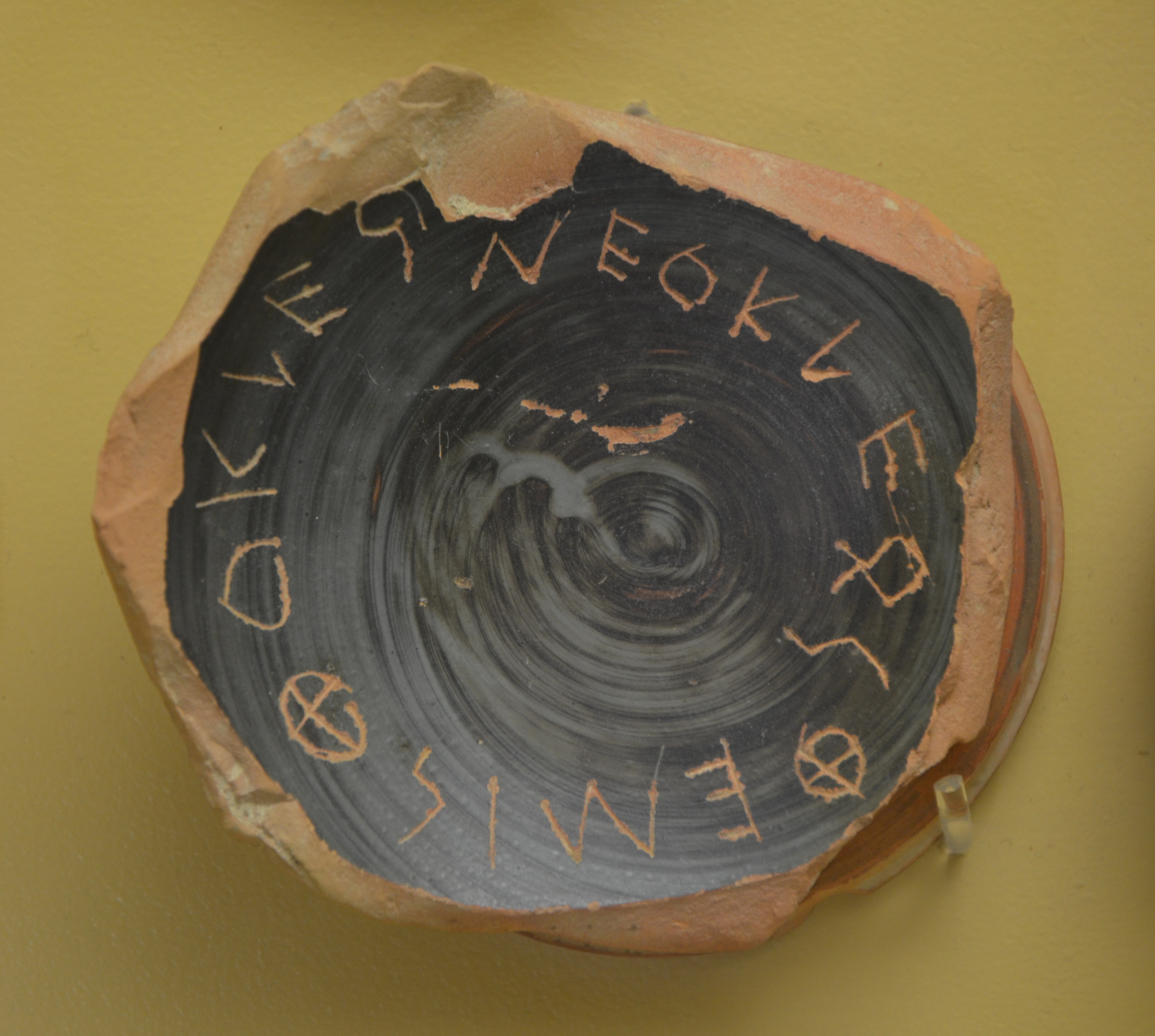
Ostracon cu mumele lui Temistocle.

Orice membru al Adunării Generale (gr. ecclesia) putea să scrie pe o bucată de ardezie, ciob de ceramică sau cochilie de scoică, purtând denumirea de ostracon, numele cetățeanului care, după părerea sa, reprezenta o amenințare pentru stat. 
Dacă acest denunț anonim primea  votul a cel puțin 3.000 de cetățeni, cel numit era trimis în surghiun pentru zece ani, fără să aibă loc niciun proces care să-i dovedească vina. 